# Gföhlberg
Der Gföhlberg  ist ein Berg im westlichen Wienerwald in Niederösterreich. Mit einer Höhe von 885 m ü. A. ist er die zweithöchste Erhebung des gesamten Wienerwalds. Der Schöpfl als höchster Berg der Gruppe überragt ihn mit 893 m ü. A. nur um acht Meter.

## Lage und Charakter des Berges
Der Gföhlberg erhebt sich im Südwesten der Gemeinde Brand-Laaben im Bezirk Sankt Pölten-Land. Der Sattel der Klammhöhe etwa 2 Kilometer im Südosten trennt ihn vom östlich anschließenden langgestreckten Höhenzug der Valeriehöhe. Der Gipfelbereich des Gföhlbergs ist dicht bewaldet und bietet daher keinen Ausblick. Eine hölzerne Aussichtswarte, die bereits 1893 errichtet worden war, stand wegen Grundrechtsproblemen nur 12 Jahre. Heute ist der höchste Punkt durch eine Steinpyramide gekennzeichnet. Eine gute Sicht in die Bergwelt Niederösterreichs bieten jedoch etliche freie Flächen im Umfeld, vor allem nach Westen zu.
Der Gföhlberg wurde lange Zeit nur selten besucht. Auch nach der Eröffnung der Gföhlberghütte hat die Region ihren ruhigen Charakter behalten. Aufgrund der reizvollen Mittelgebirgslandschaft in der Umgebung sprechen Wanderführer von einem „unverdienten Schattendasein“ des Berges.

## Gföhlberghütte

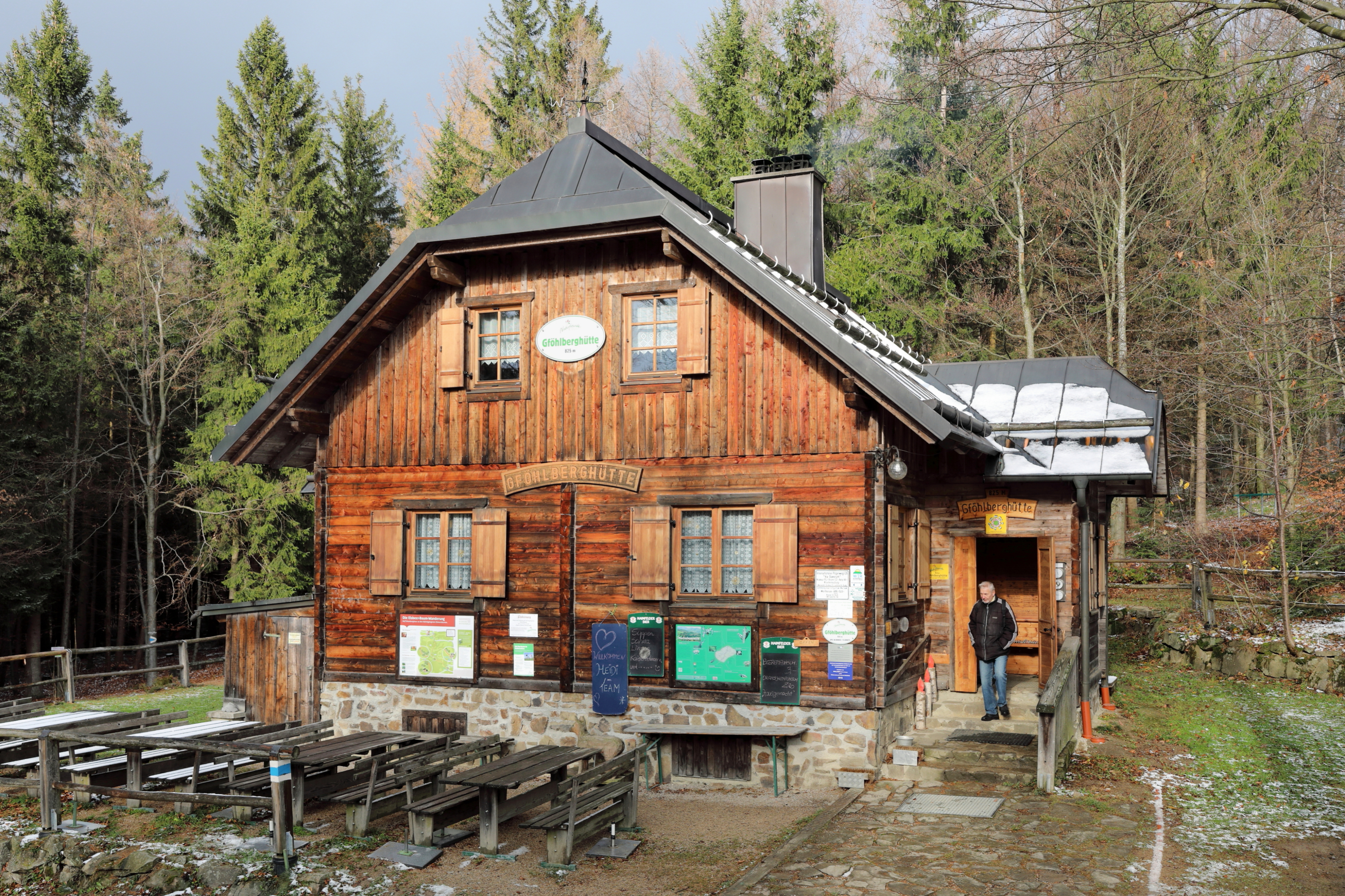
Gföhlberghütte

Im Jahr 2003 wurde die Gföhlberghütte der Ortsgruppe Eichgraben der Naturfreunde eröffnet. Sie steht in 825 m ü. A. in einem Sattel wenige Minuten südlich unter dem Gföhlberg. Die Hütte wurde nach streng ökologischen Richtlinien erbaut und trägt daher die Bezeichnung Öko-Schutzhütte. Die Holzstämme und Steine für das Gebäude stammen aus der nahen Umgebung. Warmwasser wird durch eine Solaranlage erzeugt; die Stromversorgung erfolgt durch eine Kombination aus Photovoltaik und einem Windgenerator. Die Hütte ist ganzjährig an Wochenenden und Feiertagen geöffnet und bietet bei Voranmeldung Schlafplätze für maximal 15 Personen.

## Aufstiege
Zum Gföhlberg führen mehrere markierte Wanderwege. Am schnellsten ist er von der südöstlich gelegenen Klammhöhe oder von Stollberg im Norden zu erreichen, Gehzeit jeweils etwa 50 Minuten. Längere Zugangswege beginnen beispielsweise von Nordosten in Laaben sowie von Südwesten in der Stadtgemeinde Hainfeld. Die Gehzeit beträgt jeweils etwa 3 Stunden, wobei ausgedehnte unbewaldete Abschnitte auf beiden Routen einen guten Eindruck der umgebenden Landschaft bieten.
Der früher markierte Weg von der Bernau zur Gföhlberghütte ist seit einigen Jahren wegen Konflikten mit einem Grundbesitzer nicht mehr begehbar. (Stand vom September 2012)
Die Gföhlberghütte ist ein beliebtes Ziel für Mountainbiker. Dank ihrer ganzjährigen Öffnungszeiten bietet sich die Umgebung zudem gut für Winterwanderungen bzw. bei ausreichender Schneelage auch für Schneeschuhwanderungen an.